# 李佖
李佖（?—?），唐朝皇子，是唐肃宗的第四子。

## 母
- 王宫人，唐肃宗后宫宫人。

## 生平
天宝年间，唐玄宗封皇孙李佖为西平郡王，授殿中监同正员。李佖早薨。宝应元年（762年）五月，被大哥唐代宗追赠卫王。

## 延伸阅读
[在维基数据编辑]
 《舊唐書·卷116》，出自刘昫《舊唐書》